# Superliga 2010-2011 (Serbia)
La Superliga serba 2010-2011 (conosciuta anche come Jelen SuperLiga per ragioni di sponsor) è stata la quinta edizione della manifestazione, istituita per la prima volta nel 2006 a seguito della nascita della nazione serba. È iniziata nell'agosto 2010 e si è conlcusa nel maggio 2011. Sedici squadre hanno partecipano al campionato, con il Partizan che è riuscito a difendere il titolo conquistato la stagione precedente.

## Novità
A seguito della retrocessione del Napredak e del Mladi Radnik, prendono il loro posto le neopromosse Inđija e Sevojno.

## Formula
La squadra campione di Serbia ha il diritto a partecipare alla UEFA Champions League 2011-2012, partendo dal secondo turno preliminare.

Le squadre classificate al secondo e terzo posto sono ammesse alla UEFA Europa League 2011-2012 partendo rispettivamente dal secondo e dal primo turno preliminare.

Retrocedono alla categoria inferiore le ultime due in classifica.

## Squadre partecipanti
- BSK Borča
- Borac Čačak
- Čukarički Stankom
- Hajduk Kula
- Inđija
- Jagodina
- Javor Ivanjica
- Metalac

- OFK Belgrado
- Partizan (C)
- Rad Belgrado
- Sloboda Point Sevojno
- Smederevo
- Spartak Zlatibor Voda
- Stella Rossa
- Vojvodina

## Classifica finale
|                   |     | Classifica 2010-2011  | Pti | G  | V  | N  | P  | GF | GS | DR  |
| ----------------- | --- | --------------------- | --- | -- | -- | -- | -- | -- | -- | --- |
| Serbia (bandiera) | 1.  | Partizan              | 76  | 30 | 24 | 4  | 2  | 75 | 21 | +54 |
|                   | 2.  | Stella Rossa          | 70  | 30 | 22 | 4  | 4  | 52 | 18 | +34 |
|                   | 3.  | Vojvodina             | 67  | 30 | 20 | 7  | 3  | 44 | 14 | +30 |
|                   | 4.  | Rad Belgrado          | 52  | 30 | 14 | 10 | 6  | 38 | 21 | +17 |
|                   | 5.  | Spartak Zlatibor Voda | 43  | 30 | 11 | 10 | 9  | 34 | 27 | +7  |
|                   | 6.  | Sloboda Point Sevojno | 43  | 30 | 12 | 7  | 11 | 34 | 35 | -1  |
|                   | 7.  | OFK Belgrado          | 42  | 30 | 12 | 6  | 12 | 27 | 26 | +1  |
|                   | 8.  | Javor Ivanjica        | 41  | 30 | 10 | 11 | 9  | 21 | 24 | -3  |
|                   | 9.  | Borac Čačak           | 39  | 30 | 9  | 12 | 9  | 22 | 28 | -6  |
|                   | 10. | Smederevo             | 35  | 30 | 8  | 11 | 11 | 24 | 31 | -7  |
|                   | 11. | Jagodina              | 32  | 30 | 8  | 8  | 14 | 26 | 33 | -7  |
|                   | 12. | BSK Borča             | 30  | 30 | 7  | 9  | 14 | 20 | 37 | -17 |
|                   | 13. | Hajduk Kula           | 29  | 30 | 7  | 8  | 15 | 25 | 37 | -12 |
|                   | 14. | Metalac               | 29  | 30 | 8  | 5  | 17 | 21 | 38 | -17 |
|                   | 15. | Inđija                | 26  | 30 | 7  | 5  | 18 | 29 | 47 | -18 |
|                   | 16. | Čukarički Stankom     | 5   | 30 | 0  | 5  | 25 | 10 | 65 | -55 |

### Capoliste solitarie
- Dalla 3ª alla 5ª giornata:  Partizan
- Dalla 7ª alla 8ª giornata:  Stella Rossa
- Dalla 10ª alla 21ª giornata:  Partizan
- Dalla 24ª alla 30ª giornata:  Partizan

## Verdetti
- Campione di Serbia 2010-2011:  Partizan
- In UEFA Champions League 2011-2012:  Partizan (al secondo turno preliminare).
- In UEFA Europa League 2011-2012:  Stella Rossa (al terzo turno preliminare),  Vojvodina (al secondo turno preliminare),  Rad Belgrado (al primo turno preliminare).
- Retrocesse in Prva Liga Srbija:  Inđija,  Čukarički Stankom.

## Classifica marcatori
| Calciatore          | Gol | Squadra      |
| ------------------- | --- | ------------ |
| Ivica Iliev         | 13  | Partizan     |
| Andrija Kaluđerović | 13  | Stella Rossa |
| Aboubakar Oumarou   | 10  | Vojvodina    |
| Radosav Petrović    | 9   | Partizan     |
| Prince Tagoe        | 9   | Partizan     |